# کن مک‌لاود

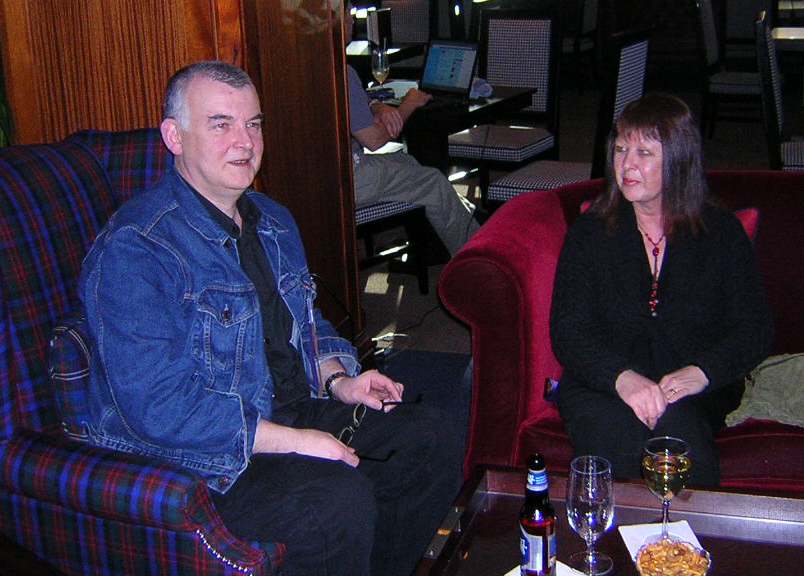
کن و کارول مک لئود در Boskone 43، ۲۰۰۶.

کنث مکرایی مک‌لاود (به انگلیسی: Kenneth Macrae MacLeod؛ زاده ۲ اوت ۱۹۵۴) یک نویسنده اسکاتلندی داستان‌های علمی تخیلی است.

## زندگی‌نامه
مک‌لاود در ۲ اوت ۱۹۵۴ در استورنوی، اسکاتلند متولد شد. وی فارغ‌التحصیل دانشگاه گلسگوو با مدرک جانورشناسی است و به‌عنوان برنامه‌نویس رایانه کار کرده و پایان‌نامه کارشناسی ارشدش را در حوزه بیومکانیک نوشت. او در دهه ۱۹۷۰ و اوایل دهه ۱۹۸۰ یک فعال تروتسکیست بود وی متأهل است و دو فرزند دارد. او قبل از عزیمت به گوروک، در فیرت کلید، در ژوئن سال ۲۰۱۷ در کوئینسفرری جنوبی در نزدیکی ادینبورگ زندگی می‌کرد.
مک‌لاود مخالف استقلال اسکاتلند است.

## نویسندگی
او بخشی از گروهی از نویسندگان داستان‌های علمی تخیلی انگلیس است، که در داستان‌های علمی سخت و اپرا فضایی تخصص دارند. از معاصران وی می‌توان به استفان باکستر، آئین م. بنکس، پاول جی مک اویل، آلاستر رینولدز، آدام رابرتز، چارلز استروس، ریچارد مورگان و لیز ویلیامز اشاره کرد.
رمان‌های علمی تخیلی او غالباً به بررسی ایده‌های سیاسی سوسیالیستی، کمونیستی و آنارشیستی، به ویژه تروتسکیسم و آنارکو سرمایه‌داری (یا آزادی اقتصادی شدید) می‌پردازند. مضامین فنی شامل تکینگی‌ها ، تکامل فرهنگی واگرا انسانی و سایبورگ پس از انسان - معاد است. چشم‌انداز کلی مک لئود را می‌توان به بهترین وجه توصیف کرد که سوسیالیست تکنوپیست-اتوپیایی است، اگرچه برخلاف اکثر اتوپیایی‌های تکنوپی، او نسبت به احتمال و به‌ویژه در مورد مطلوبیت هوش مصنوعی قوی شک و تردید بزرگی ابراز کرده است.

## کتاب‌های درمورد مک لئود
بنیاد علمی تخیلی تحلیلی از کار مک لئود با عنوان دانش واقعی کن مک لئود منتشر کرده است. (۲۰۰۳؛ شابک ‎۰-۹۰۳۰۰۷-۰۲-۹)، ویرایش شده توسط اندرو م. باتلر و فراه مندلسون؛ و همچنین مقالات انتقادی که حاوی مطالبی است که توسط خود مک لئود، از جمله معرفی وی در نسخه آلمانی کتاب‌های Flebas می‌باشد.

### آثار دیگر
- بیدارینیوتن: اپرای فضایی (۲۰۰۴؛ نسخه شومیز آمریکا) شابک ‎۰−۷۶۵۳−۴۴۲۲-X) - نامزد BSFA, 2004;[۱۱] نامزد جایزه کمپبل، ۲۰۰۵[۱۲]
- یادگیری جهان: رمان اولین تماس (۲۰۰۵؛) شابک ‎۱-۸۴۱۴۹-۳۴۳-۰) برنده جایزه پرومتئوس ۲۰۰۶؛ نامزد جوایز هوگو، لوکوس اس اف، کمپبل و کلارک، ۲۰۰۶؛[۱۳] نامزد بی اس اف آ، ۲۰۰۵
- " مردان بزرگراه " (۲۰۰۶؛ چاپ بریتانیا) شابک ‎۱-۹۰۵۲۰۷-۰۶-۹)
- کانال اعدام (۲۰۰۷؛ نسخه سخت جلوی انگلستان) شابک ‎۱-۸۴۱۴۹-۳۴۸-۱ شابک ‎۹۷۸–۱۸۴۱۴۹۳۴۸۰) - نامزد جایزه بی اس اف آ، ۲۰۰۷؛[۱۴] نامزد دریافت جایزه کمبل، و نامزد جایزه کلارک، ۲۰۰۸[۱۵]
- جلسات شبانه (۲۰۰۸)، نسخه سخت جلوی انگلستان شابک ‎۱-۸۴۱۴۹-۶۵۱-۰ شابک ‎۹۷۸–۱۸۴۱۴۹۶۵۱۱) - برنده بهترین رمان ۲۰۰۸ بی اس اف آ
- بازی بازیابی (۲۰۱۰). به گفته نویسنده، "در بازی بازیابی من دوباره سقوط اتحاد جماهیر شوروی را با یک راوی که در ابتدا یک قطعه در یک بازی است که توسط دیگران بازی می‌شود، را مجدداً مورد بررسی قرار دادم و راه خود را برای رسیدن به نوعی بازی‌کننده طی می‌کنم. همانطور که می‌بینیم وقتی در انتها به عقب بر می‌گردیم - هنوز هم بخشی از یک بازی بزرگ‌تر است. "[۱۶]
- مزاحمت(۲۰۱۲): "یک انجمن نظارت بر اورولین برای جلوگیری از استعمال دخانیات یا نوشیدن، سنسورهایی را بر روی زنان باردار نصب می‌کند، و این زنان نیز برای رفع ناهنجاری‌های ژنتیکی باید اصلاح نژادی کنند.
- نزول(۲۰۱۴):[۱۷] " نزول مربوط به بشقاب پرنده‌ها، نژادهای پنهان و مفهوم انقلاب منفعل آنتونیو گرامشی است که همه در داستان زندگی خانوادگی طبقه متوسط اسکاتلند زمان رکود بزرگ قرن بیست و یکم تنظیم شده است. "

### مجموعه‌ها
- شعر و اصول جدل (رون پرس:مینه آ پولیس؛ ام ان(۲۰۰۱) فصلنامه غیر داستانی و شعر.
- مارمولک‌های غول‌پیکر از یک ستاره دیگر (۲۰۰۶؛ گالینگور تجاری ایالات متحده(شابک ‎۱-۸۸۶۷۷۸-۶۲-۰) مجموعه داستان‌ها و غیرداستانی‌ها.